# 自由が丘本町
自由が丘本町（じゆうがおかほんまち）は、兵庫県三木市の大字。郵便番号は673-0424。

## 地理
久留美地区の東側、志染川左岸の丘陵地に位置する。現在は兵庫県道513号三木環状線と兵庫県道514号志染土山線の間に新興住宅地と商業地が立地している。東側は志染町西自由が丘・志染町吉田、西側は別所町小林、南側は志染町広野、北側は宿原と接する。

## 歴史
元々は宿原の一部であったが、宅地開発によって開かれた。

### 沿革
- 1976年3月 - 宿原の一部が自由が丘本町1丁目から3丁目に分割される。[1]

### 字域の変遷
| 実施前     | 実施年    | 実施後             |
| ---------- | --------- | ------------------ |
| 三木市宿原 | 1976年3月 | 三木市自由が丘本町 |

## 小・中学校の学区
| 大字         | 番地 | 小学校                 | 中学校                 |
| ------------ | ---- | ---------------------- | ---------------------- |
| 自由が丘本町 | 全域 | 三木市立自由が丘小学校 | 三木市立自由が丘中学校 |

## 交通

### 道路

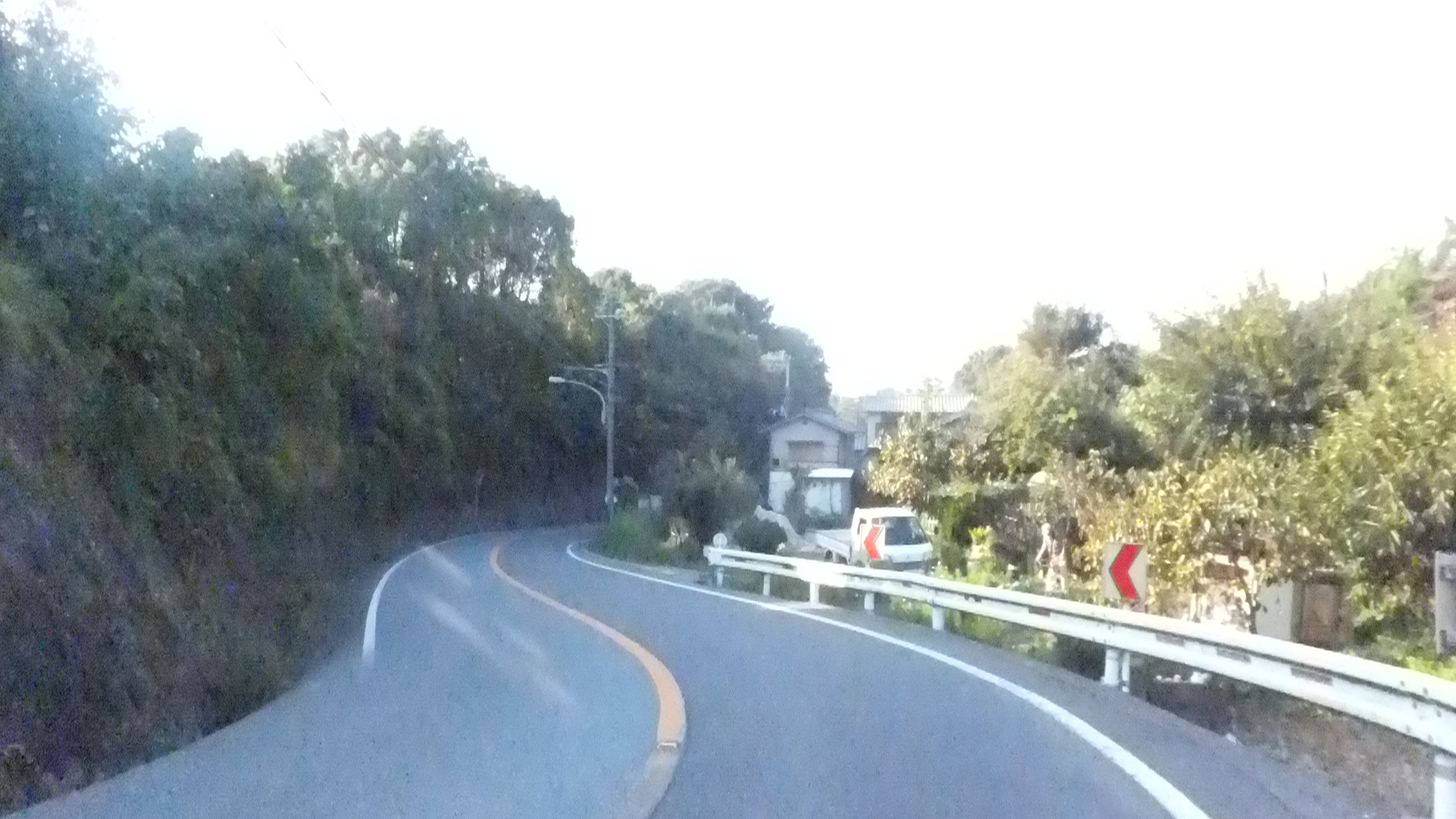
兵庫県道513号三木環状線
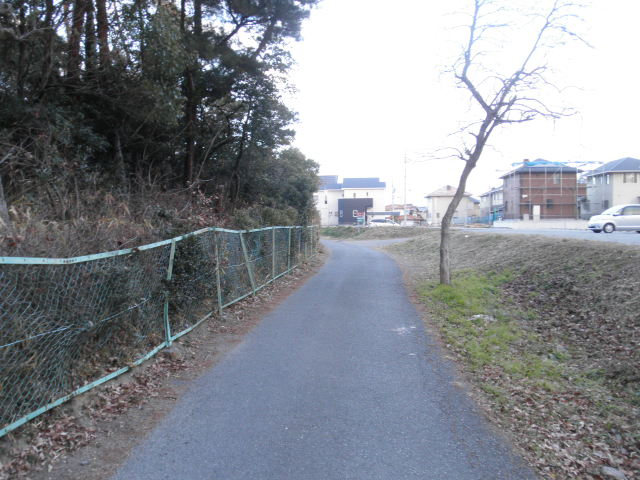
兵庫県道514号志染土山線

- 兵庫県道513号三木環状線
- 兵庫県道514号志染土山線

## 施設
- 蓬華寺
- 自由が丘本町会館
- あさひが丘会館

### 公園
| 名称             | 画像 | 面積（ha） | 計画決定      |
| ---------------- | ---- | ---------- | ------------- |
| 自由が丘第11公園 |      | 0.10       | 1995年10月3日 |